# 檀山隆記新報
《檀山新報》（英語：Hawaiian Chinese News）﹐又名《檀山隆記新報》、《隆記檀山新報》:56﹐程蔚南於1881年創辦時原名《隆記報》（《隆記新報》文獻中有時用粤语拼音Lung Kee Sun Bo）﹐是美國檀香山的一份中文商業報紙。1883年3月16日改名為《檀山隆記新報》，1907年因程蔚南年老而停刊，1908年報館設備賣給當地革命黨人曾長福，改組為《民生日報》。
孫中山於1903年12月在該報發表〈敬告同鄉、論革命與保皇之分野書〉，說革命、保皇二事如黑白之不能混淆，12月29日保皇会的機關報《新中國報》刊出〈敬告保皇會同志書〉反駁，1904年1月，孫中山在該報發表〈駁保皇報〉，反駁保皇派「革命必会招致列強瓜分中國」的論點。

## 延伸閱讀
夏威夷州立檔案館（Hawaiʻi State Archives）藏有本報1889年4月13日（第296號）和1903年2月10日紙本。前者是本報現存最早的一份。